# Giardino naturale
(Dante, Paradiso, I, 103)
Il giardino naturale (chiamato anche giardino ecologico) è il risultato di un particolare stile di giardinaggio, basato sull'uso della flora autoctona, la ricostituzione di una vegetazione naturale, l'uso di attrezzature non motorizzate,  e il rispetto, fin dove è possibile, di tutte le componenti dell'ecosistema così realizzato.
Il giardino naturale è correlato al giardino a bassa manutenzione, con cui condivide l'efficiente sfruttamento di dinamiche naturali, con conseguente riduzione degli interventi colturali; se ne differenzia per l'uso della flora autoctona e per un più rigoroso rispetto delle forme di vita animale.
L'idea del giardino naturale si basa da un lato sulla sensazione crescente che gli ambienti naturali siano un bene ormai raro e gravemente minacciato, dall'altro su una più profonda consapevolezza dell'impatto quasi sempre negativo delle azioni umane - qualsiasi azione, anche quelle che costituiscono la "cura" del giardino - su equilibri di grande complessità, solo in parte conosciuti.

## Obiettivi del giardino naturale
Chi vuole realizzare un giardino naturale si propone:
- di far insediare vegetazioni naturali, e di mantenerle in condizioni di equilibrio dinamico con il minore intervento possibile;
- di aumentare la naturalità delle componenti non vegetali del giardino, costituite dal suolo e dalla fauna;
- di individuare gli interventi comunque necessari per aumentare la diversità vegetazionale e quindi la diversità biologica.

## Equilibrio dinamico
Lasciata indisturbata per tempi molto lunghi, qualsiasi vegetazione tende ad evolvere lentamente fino a raggiungere una situazione di equilibrio dinamico stabile, chiamato vegetazione climax. La vegetazione climax è caratterizzata dalla maggiore produttività possibile (ossia, dalla maggiore efficienza possibile) in base alle condizioni ecologiche locali.
Alle nostre latitudini, in quasi tutti gli ambienti (coste, pianure, rilievi fino alla media montagna) la vegetazione climax è costituita da vari tipi di foresta.
Il tempo per raggiungere la situazione di equilibrio è molto lungo, sia per il prolungato ciclo vitale dei grandi alberi forestali, sia perché lo stesso manto vegetale - durante la propria evoluzione - modifica sostanzialmente, con la sua presenza, vari elementi dell'ecosistema, influenzando ulteriori evoluzioni della vegetazione stessa. La serie temporale delle vegetazioni sempre più simili a quella climax, che si succedono l'un l'altra, prende il nome di successione vegetazionale.
A seconda delle condizioni di partenza e anche di fattori locali casuali, le successioni vegetazionali che portano ad uno stesso climax possono essere assai diverse. Le vegetazioni che per prime colonizzano aree di suolo denudato (come una pendice montana denudata da una frana, il letto di un fiume dopo una piena, o un'area in cui sono avvenuti lavori di movimento terra) prende il nome di "vegetazione pioniera".
Nel caso particolare in cui il suolo è costituito da materiale inorganico ed organico, con alto contenuto di nutrienti, come nel caso di discariche di inerti, la vegetazione pioniera assume caratteristiche particolari e prende il nome di vegetazione ruderale.
Sottoposta a gravi azioni di disturbo, la vegetazione climax degrada a forme più primitive. La continua e secolare azione di disturbo fatta dall'uomo sulla quasi totalità del territorio della pianura fa sì che la vegetazione forestale climax della pianura sia praticamente inesistente; restano, a ricordare le antiche foreste, numerosi toponimi di località e di piccoli comuni.
Tuttavia, ogni volta che la pressione antropica si riduce, il processo di rinaturalizzazione si riavvia, e si assiste ad un rapido insediamento di forme pioniere di bosco. Il fenomeno è particolarmente evidente in aree marginali ed improduttive, come le discariche, le aree abbandonate, le aree racchiuse dagli svincoli autostradali.

## Tipi di vegetazione nel giardino naturale
Il giardino naturale è costituito prevalentemente da tre tipi di vegetazione: il bosco, la siepe, il prato.
- Il bosco è costituito da un popolamento di alberi e arbusti abbastanza denso da impedire che, nella stagione vegetativa, la luce solare raggiunga il suolo. In assenza di interventi colturali tende ad occupare l'intero spazio disponibile; forte della propria dominanza, richiede manutenzione scarsa o nulla. Non c'è metodo più efficiente, per rimboschire un'area qualsiasi, di quello di lasciarla perfettamente indisturbata.

- La siepe è costituita da un allineamento fitto di alberi ed arbusti che crea un "muro verde". Per alcuni aspetti è analoga ad una struttura naturale costituita dal margine del bosco. Lasciata indisturbata, tende ad allargarsi progressivamente evolvendo in bosco. L'equilibrio dinamico richiede un intervento esterno; nel giardino tradizionale, si esegue a intervalli regolari, una o più volte l'anno, la potatura; nel giardino naturale si esegue di preferenza la cippatura, ossia il taglio a livello dei ceppi, a intervalli molto più lunghi (vari anni).

- Il prato è costituito da sole piante erbacee, in assenza di arbusti ed alberi. Tende a essere sostituito dal bosco (o dalla siepe, che ne è il margine), sia per accrescimento laterale, che per disseminazione. Il suo equilibrio richiede pertanto regolari interventi di manutenzione che contrastino questa tendenza. La potatura della siepe/del margine del bosco evita che il prato sia sovrastato dall'accrescimento laterale del bosco. Lo sfalcio regolare evita l'insediamento di elementi arboreo-arbustivi per disseminazione.

## Cosa non si fa nel giardino naturale

### Giardino in generale
- Nella conversione a giardino naturale di qualsiasi area si analizza e si rispetta più possibile la vegetazione preesistente
- Non si eliminano i manufatti preesistenti, se coperti da vegetazione o utili come nicchia ecologica di piccoli animali
- Non si utilizzano fitofarmaci né concimi sintetici di alcun tipo
- Non si esegue alcuna lotta contro i "parassiti", visti come importanti elementi delle naturali catene alimentari
- Non si realizzano aiuole
- Non si destina ampie superfici al calpestio (ma si realizzano percorsi a pavimentazione naturale o seminaturale)

### Bosco
- Non si rastrellano le foglie e non si asportano i rami secchi caduti (creano humus)
- Non si potano né gli alberi, né i cespugli
- Non si falcia la vegetazione erbacea
- Non si abbattono gli alberi morenti tranne quando costituiscono reale pericolo
- Non si appiccano fuochi sotto alberi centenari

### Siepe
- Non si esegue una potatura frequente né tanto meno si esegue una potatura geometrica
- Non si realizza una siepe con un'unica specie, ma si alternano varie specie sempreverdi e non sempreverdi
- Al momento della cippatura, non si elimina la ramaglia tagliata, ma in parte la si lascia a protezione dei ceppi, in parte la si ammucchia in un angolo, perché si trasformi lentamente in humus e nel frattempo costituisca punto di riparo per numerosi piccoli animali.

### Prato
- Non si concima: il prato con la maggiore biodiversità richiede un suolo povero di nutrienti
- Non si annaffia: il prato con la maggiore biodiversità richiede l'alternanza di periodi umidi e secchi
- Non si semina un prato di sole graminacee: si incoraggia l'insediamento del maggior numero di specie fiorite (vedi sopra)
- Non si taglia l'erba frequentemente, e comunque non si usano tosaerba che sminuzzano il tagliato sul posto (l'erba tagliata va asportata più completamente possibile per ridurre la fertilità del suolo)
- Non si impiantano alberi sparsi: il posto degli alberi è il bosco